# Anini-y
Anini-y ist eine philippinische Stadtgemeinde in der Provinz Antique. Sie hat 21.201 Einwohner (Zensus 1. August 2015).

## Baranggays
Anini-y ist politisch unterteilt in 23 Baranggays.
| - Bayo Grande - Bayo Pequeño - Butuan - Casay - Casay Viejo - Iba - Igbarabatuan - Igpalge - Igtumarom - Lisub A - Lisub B - Mabuyong | - Magdalena - Nasuli C - Nato - Poblacion - Sagua - Salvacion - San Francisco - San Ramon - San Roque - Tagaytay - Talisayan |